# Dornheim (Thüringen)
Dornheim is een gemeente in de Duitse deelstaat Thüringen, en maakt deel uit van de Ilm-Kreis.
Dornheim telt 567 inwoners.

## Geschiedenis
De oudste vermelding van Dornheim dateert uit 779; uit 948 dateert een oorkonde waarin keizer Otto I het aan het klooster Hersfeld afstaat.

## Bach
Op 17 oktober 1707 trouwde Johann Sebastian Bach te Dornheim met zijn achternicht Maria Barbara Bach.

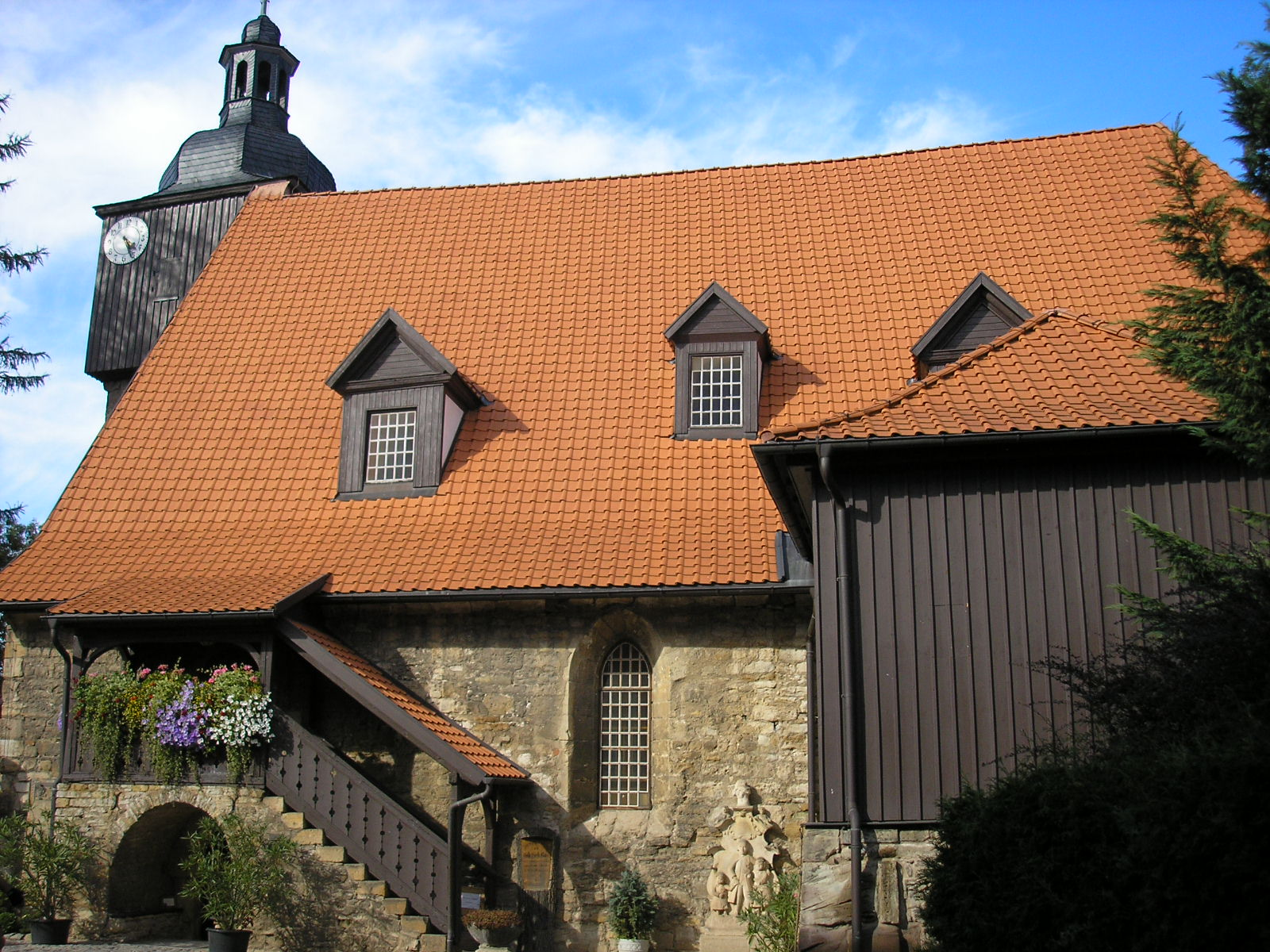
Kerk

Alkersleben · Amt Wachsenburg · Angelroda · Arnstadt · Bösleben-Wüllersleben · Dornheim · Elgersburg · Elleben · Elxleben · Geratal · Großbreitenbach · Ilmenau · Martinroda · Osthausen-Wülfershausen · Plaue · Stadtilm · Witzleben